# Bothrops alcatraz
Bothrops alcatraz este o specie de șerpi din genul Bothrops, familia Viperidae, descrisă de Elineide E. Marques în anul 2002. Conform Catalogue of Life specia Bothrops alcatraz nu are subspecii cunoscute.